# غنچه

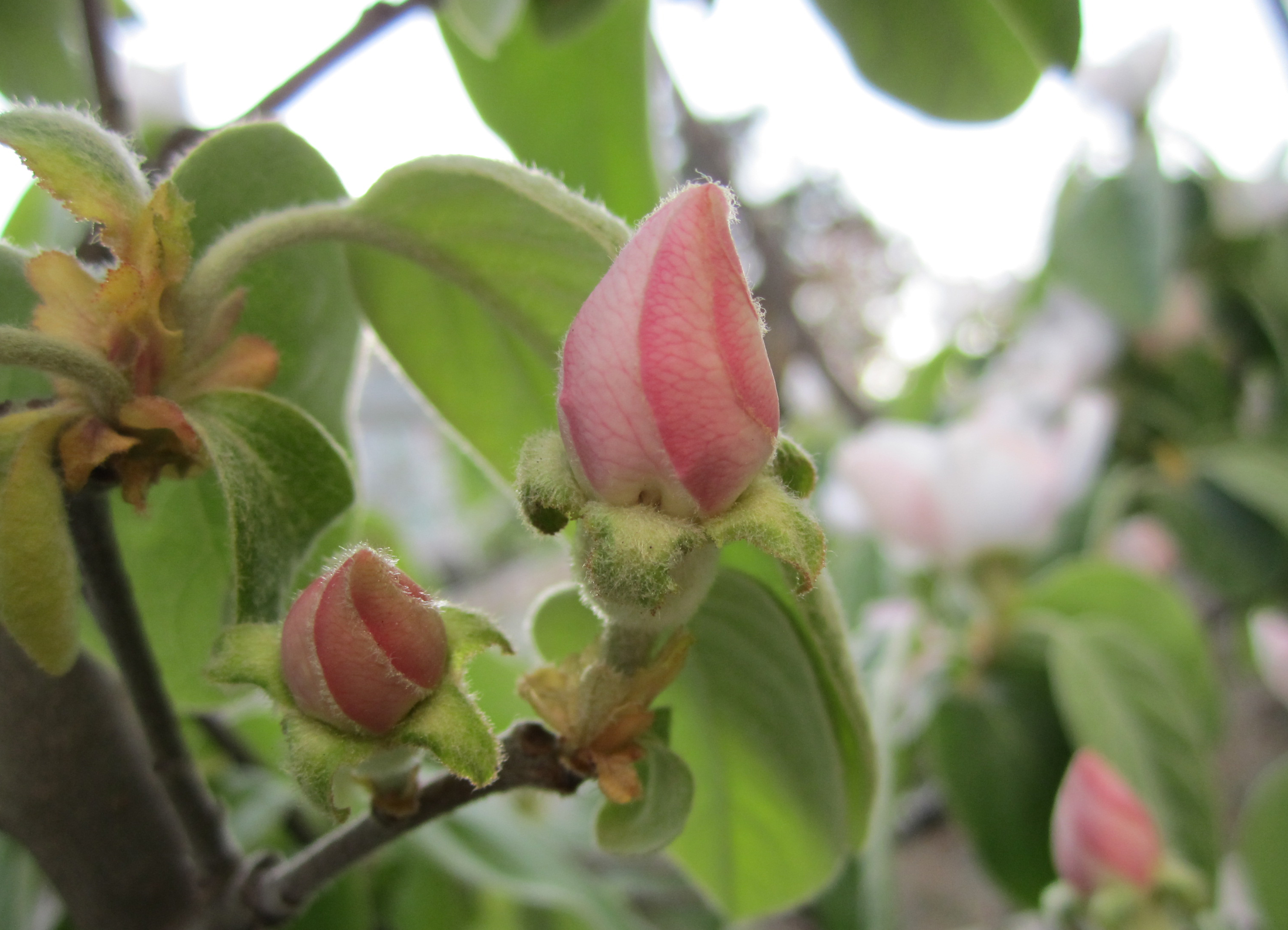
غنچهٔ شکوفهٔ به

غُنچه گل ناشگفته، نیمه شکفته یا نیمه باز را گویند.

## غنچه در ادبیات فارسی
در ادبیات فارسی از غنچه بسیار یاد شده‌است. گاهی لب‌های معشوق به غنچه تشبیه شده است. حافظ می‌گوید:
| به بزمگاه چمن دوش مست بگذشتم |  | چو از دهان توأم غنچه در گمان انداخت |